# Mont Roundtop
El mont Roundtop (en anglès mount Roundtop) és un estratovolcà que s'eleva fins al 1.900 msnm. Es troba a les illes Aleutianes, a l'illa Unimak, a l'estat dels Estats Units d'Alaska. La seva última erupció va ser en algun moment entre fa 9.100 i 10.000 anys. Va ser anomenat "Dome" per primera vegada el 1897 peltinent comandant J. F. Moser, de la U.S. Navy. El 1902 va ser anomenat "Round Top" per l'U.S. Coast and Geodetic Survey. El veí Isanotski Peaks, es troba 9 km a l'oest-sud-oest.